# 第34屆香港電影金像獎
第34屆香港電影金像獎（英語：34th Hong Kong Film Awards）是為表彰表揚2014年度香港傑出電影所頒發的獎項，是在本地和世界各地推廣香港製作的電影，表揚本地電影從業員的成就，促進專業發展和推動電影文化，頒獎典禮訂於2015年4月19日晚上七時半在香港文化中心舉行。頒獎典禮由電視廣播有限公司、now TV、香港電台第二台及愛奇藝視頻網站轉播。由首次當司儀的楊千嬅及陳小春，伙拍有金像獎頒獎禮司儀經驗的林家棟主持香港電影金像獎，並由倪秉郎擔任宣讀提名名單報幕員，鄭啟泰擔任頒獎典禮現場報幕員。紅地毯司儀則由黃宇詩和區永權主持。
這届大赢家是許鞍華執導的《黄金時代》，赢得最佳電影、最佳導演、最佳攝影、最佳美術指導和最佳造型設計共計5個獎項，許鞍華至此一共獲得五次香港電影金像獎最佳導演和最佳電影獎。第二赢家為《竊聽風雲3》，獲得最佳编劇、最佳男主角和最佳男配角三个獎，其中劉青雲第二次獲得最佳男主角。王菀之更憑《金雞SSS》奪得最佳新演員及最佳女配角，成为繼劉玉翠、林嘉欣及舒淇後，第四位連奪此兩獎的女演員。

## 投票及記者會
本届金像獎首輪投票率達62.45%。入圍名單記者會於2015年2月5日假在香港文化中心四樓舉行，由區永權主持，第28屆及33屆香港電影金像獎最佳男主角張家輝、第28屆香港電影金像獎最佳女主角鮑起靜，以及第31屆香港電影金像獎最佳男配角盧海鵬一同公佈本屆十九項入圍候選名單。

## 獎項統計
注：以下不包括「最佳兩岸華語電影」之部分
| 數目 | 電影名稱                                                                                      |
| 獲獎 |                                                                                               |
| 5    | 黃金時代                                                                                      |
| 3    | 竊聽風雲3                                                                                     |
| 2    | 金雞SSS、太平輪：亂世浮生                                                                     |
| 1    | 親愛的、那夜凌晨，我坐上了旺角開往大埔的紅VAN、黃飛鴻之英雄有夢、香港仔、暴瘋語、一個人的武林 |
| 提名 |                                                                                               |
| 11   | 竊聽風雲3                                                                                     |
| 10   | 黃金時代、黃飛鴻之英雄有夢                                                                    |
| 8    | 那夜凌晨，我坐上了旺角開往大埔的紅VAN                                                         |
| 7    | 香港仔                                                                                        |
| 6    | 太平輪：亂世浮生                                                                              |
| 5    | 親愛的、魔警                                                                                  |
| 4    | 暴瘋語、金雞SSS、一個人的武林                                                                 |
| 2    | 分手100次、點對點、西遊記之大鬧天宮                                                           |
| 1    | 雛妓、撒嬌女人最好命、閨密、Delete愛人、四大名捕大結局、白髮魔女傳之明月天國、惡戰、爭氣      |

### 金像獎電影
| 電影                                  | 獎項                                                                                 |
| ------------------------------------- | ------------------------------------------------------------------------------------ |
| 黃金時代                              | 最佳電影、最佳導演、最佳攝影、最佳剪接、最佳美術指導、最佳服裝造型設計、最佳音響效果 |
| 竊聽風雲3                             | 最佳男主角、最佳男配角、最佳編劇                                                     |
| 親愛的                                | 最佳女主角                                                                           |
| 金雞SSS                               | 最佳女配角、最佳新演員                                                               |
| 一個人的武林                          | 最佳動作設計                                                                         |
| 黃飛鴻之英雄有夢                      | 最佳視覺效果                                                                         |
| 香港仔                                | 最佳原創電影歌曲                                                                     |
| 暴瘋語                                | 新晉導演                                                                             |
| 那夜凌晨，我坐上了旺角開往大埔的紅VAN | 最佳原創電影音樂                                                                     |

## 提名電影香港票房成绩
五部最佳電影提名作品，香港票房合共約5600萬，當中只有《竊聽風雲3》和《那夜凌晨，我坐上了旺角開往大埔的紅VAN》兩部影片的票房超過2000萬。《親愛的》是候選作品中，唯一一部在入圍名單公佈期間，仍在公映的電影。
五部電影有兩部位列年度十大票房：
- 2014年：《竊聽風雲3》（第5位）、《那夜凌晨，我坐上了旺角開往大埔的紅VAN》（第6位）

| 電影                                      | 映期                           | 票房（港元） |
| ----------------------------------------- | ------------------------------ | ------------ |
| 《竊聽風雲3》                             | 2014年6月5日 – 2014年7月16日   | 23,905,854   |
| 《那夜凌晨，我坐上了旺角開往大埔的紅VAN》 | 2014年4月10日 – 2014年6月4日   | 21,298,819   |
| 《黃金時代》                              | 2014年10月1日 – 2014年11月23日 | 2,602,335    |
| 《香港仔》                                | 2014年5月8日 – 2014年6月25日   | 8,330,574    |
| 《親愛的》                                | 2015年1月22日 – 2015年3月14日  | 234,651      |
| 總票房                                    | –                              | 56,372,233   |

## 頒獎及表演嘉賓
以下表格按個人及團體的出場次序排列：

### 頒獎嘉賓
| 姓名 | 頒發獎項 |
| ---- | -------- |

### 表演嘉賓
最佳原創電影歌曲演出
- 王菀之 : 不再說分手（電影：分手100次）
- my little airport : 美麗新香港（電影：金雞SSS）
- 黃耀明 : 目的地（電影: 香港仔）

## 特別安排
- 本届頒獎禮亦用一部分时间懷念在過去一年内已离世的電影人。
- 向黃霑致敬（逝世十週年），由岑寧兒、雷琛瑜、林奕匡及江海迦主唱經典電影歌曲，包括: 黎明不要來、焚心以火、梁祝、當年情及問我。

## 緬懷
本屆的緬懷環節由香港兒童合唱團演唱張學友的《祝福》，下列辭世的電影工作者出現在短片中。
- 龍剛（導演、演員）
- 蔡永昌（出品人、監製）
- 麥基（演員）
- 曹莊生（美術、佈景）
- 葉志華(元朗華)（演員、武術指導）
- 方權（木工）
- 梁友（片場總務）
- 李善（漆工）
- 關菁(關達泉)（導演、演員）
- 李志超（導演、編劇、演員、劇照）
- 陸元亮（製片、錄音）
- 楊誠（演員、製片）
- 陳國雄（攝影師）
- 向華勝（出品人、監製）
- 歐陽淑蘭（化妝、演員）
- 蘇珍(蘇忠)（演員、武術指導）
- Darren Shahlavi（演員）
- 何家駒（演員）
- 招石文（演員）
- 陳劍影（演員）
- 林賀南（木工）
- 羅成業（木工）
- 陳杏妍(陳開心、陳雨書)（演員）
- 劉亮華（演員、製片、服裝、編劇）
- 李香蘭(山口淑子)（演員、歌手）
- 林保全（配音）
- 司馬燕（演員）
- 邱德根（出品人）

## 媒體播放
- 電視台：無綫電視翡翠台、無綫電視高清翡翠台、無綫電視J2*、CCTV-6#、Now香港台、無綫娱樂新聞台*、马来西亚Astro華麗台、马来西亚Astro华丽台HD、新加坡星和視界星和都會台及星和都會台+2*
- 電台：香港電台第二台
- 網路頻道：愛奇藝

*表示只提供紅地氈盛況直播，#表示延迟播出。

## 香港收視率
本届金像奖颁奖典礼平均收视录得23点(约149万观众)，最高收视26点，出现在王菀之获最佳女配角一刻。

## 外部連結
- 第34屆香港電影金像獎提名及得獎名單 （页面存档备份，存于）